# Sokolartsi
Sokolartsi ou Sokolarci (en macédonien Соколарци) est un village de l'est de la Macédoine du Nord, situé dans la municipalité de Tchéchinovo-Obléchévo. Le village comptait 956 habitants en 2002. Il possède une gare sur la ligne de Vélès à Kotchani.

## Démographie
Lors du recensement de 2002, le village comptait :
- Macédoniens : 946
- Valaques : 8
- Serbes : 2